# Aburaya Tatsu
Aburaya Tatsu (japanisch 油谷 達; * 22. November 1886 in Nihonbashi, Tōkyō; † 6. Dezember 1969 ebenda) war ein japanischer Maler im westlichen Stil (洋画, Yōga) und Verleger. Er gehörte in der Taishō- und frühen Shōwa-Zeit zu den führenden offiziell anerkannten Yōga-Künstlern in der Kansai-Region und leitete als Sohn des Verlegers Harada Shōzaemon II. die Kunst- und Fotoverlagsaktivitäten der Firma Buntendō (博文堂, später Aburaya Buntendō, 油谷博文堂).

## Leben
Aburaya Tatsus Geburtsname war Harada Tatsu. Sein älterer Bruder Ogawa Kazumasa (1860–1929) war ein bekannter Fotograf und Druckpionier, sein Bruder Kobayashi Chūjirō (1869–1951) eröffnete in Kyōto ein Fotostudio. Tatsu besuchte zunächst die Fuji-Grundschule, dann eine Handelsschule (heute Nihon University Daisan Junior High School) und schrieb sich anschließend an der Tōkyō Kunstschule (heute Tokyo University of the Arts) in der Fachrichtung Westliche Malerei ein, brach das Studium jedoch vor dem Abschluss ab.
Sein Debüt als Ausstellender gab er 1907 auf der ersten Bunten (文展) mit dem Stillleben Moderu ningyō no aru seibutsu (モデル人形のある静物, Stillleben mit Schaufensterpuppe). 1910 publizierte er einen Werkkatalog der Malereien von Kawanabe Kyōsai unter dem Titel Gyōsei gashū (暁斎画集, Kyōsai-Gemäldesammlung) bei Buntendō. 1916 gab er die Kalligraphie-Studie von Inukai Tsuyoshi unter dessen Pseudonym Inukai Kodō heraus (Kodō yūboku emonwa, 木堂翰墨談, Kodō: Gespräche über Kalligraphie und Malerei).
1918 zog er nach Hyōgo in der Kansai-Region, wo er zu einem der führenden Yōga-Künstler im Umfeld der offiziellen Ausstellungen wurde. 1921 wurde sein Werk Shoshū no kohan (初秋の湖畔, Frühherbst am Seeufer) auf der dritten Teiten-Ausstellung (帝展) akzeptiert und erstmals ausgewählt. 1922 zeigte er auf der vierten Teiten das Bild Kokage (木かげ, Baumschatten); anlässlich einer Studienreise nach Ōmiyamachi (Präfektur Shizuoka) malte er unterwegs Porträts von Somiya Ichinen, Suzuki Ryōzō und weiteren Kollegen. 1923 folgte auf der fünften Teiten Natsu no hi (夏の日, Sommertag). 1924 gehörte er zu den Mitbegründern der Künstlergruppe Kaijusha (槐樹社). 1927 stellte er auf der neunten Teiten das Werk Furansu seifūkei (佛蘭西風景, Französische Landschaft) aus und nahm an der Diskussion über den europäischen Yōga-Stil in der Zeitschrift Bijutsu Shinron Teiten-gō (美術新論 帝展号) teil; dort publizierte er den Essay Tōō suru hitobito e (渡欧する人々へ, An die Reisenden nach Europa).
1928 zeigte er auf der zehnten Teiten sein Interieurbild Shitsunai (室内, Interieur), 1930 auf der zwölften Teiten Keihatsu no aru hi (郊外のある日, Ein Tag am Stadtrand). 1931 erhielt er den Status Mukansa (無鑑査, „ohne Juryprüfung“), der ihm dauerhafte Teilnahme ohne Begutachtung erlaubte. 1966 kehrte er nach Tōkyō zurück und wirkte dort bis zu seinem Tod am 6. Dezember 1969 im Alter von 83 Jahren.

## Werk
Aburaya Tatsu führte realistische westliche Maltechniken in die japanische Moderne ein. Zu seinen wichtigsten Gemälden zählen:
- Ōsaka-eki (大阪駅, Ōsaka Bahnhof)
- Natsu no hi (夏の日, Sommertag)
- Hanabatake (花畑, Blumenfeld)
- Shoshū no kohan (初秋の湖畔, Frühherbst am Seeufer)
- Furansu seifūkei (佛蘭西風景, Französische Landschaft)
- Ura no Paris (巴里の裏通, Paris – Hinterstraße), Öl auf Holz, dat. 1925; Privatbesitz

Darüber hinaus war er als Verleger und Leiter von Aburaya Buntendō an der Produktion hochwertiger Collotypien und Reproduktionen von Malerei und Kunstwerken sowie an Foto- und Ansichtskartenpublikationen beteiligt.